# Mèo Bombay
Mèo Bombay là giống mèo lai tạo giữa mèo Miến Điện đen với Mèo đen lông ngắn Mỹ. Mèo Bombay chủ yếu mang trên mình các nét đặc trưng của mèo Miến Điện cùng bộ lông đen óng ả của loài báo đen. Bombay là tên gọi chung cho những con mèo mun thuộc nhóm mèo châu Á. Mèo Bombay còn được gọi với cái tên Black Mamba, và biệt danh "báo nhỏ".

## Lịch sử
Mèo Bombay được nhân rộng bởi Nikki Horner, một nhà lai tạo đến từ Louisville, Kentucky, Hoa Kỳ. Từ năm 1958, ông đã cố gắng tạo ra một giống mèo với ngoại hình tương tự con báo đen thu nhỏ. Nỗ lực đầu tiên đem đến thất bại, tuy nhiên, những mong ước của ông vẫn được hiện thực hóa nhờ nỗ lực lần hai, vào năm 1965. Giống mèo này đã được chính thức công nhận và đăng ký bởi Hiệp hội những người yêu mèo vào năm 1970 và Hiệp hội mèo quốc tế vào năm 1979. Nikki Horner qua đời vào năm 1995.

## Bề ngoài
Bombay là một giống mèo nhà lông ngắn, có mối liên hệ mật thiết với giống mèo Miến Điện. Mèo Bombay nổi bật với lớp lông đen tuyền, đệm chân đen, mũi và miệng đen, cùng đôi mắt vàng đồng hoặc xanh lá. Bộ lông đen bóng mượt, ôm sát thân mèo, thường nhuộm đen từ gốc tới ngọn và gần như không hề bị phai màu.
Mèo Bombay có thân hình tương đối vạm vỡ. Trọng lượng của chúng thường nằm trong khoảng từ 8 đến 15 pound (tương đương 3,6 đến 6,8 kg). Con đực thường nặng hơn con cái.

## Sức khỏe
Một con mèo Bombay khỏe mạnh có thể sống tới khoảng 15 đến 20 năm. Chúng có thể gặp một số vấn đề về xoang, hay ngạt mũi, viêm lợi. Cần kiểm soát khối lượng thức ăn của mèo Bombay nhằm tránh tình trạng cho ăn quá mức.

## Tính khí

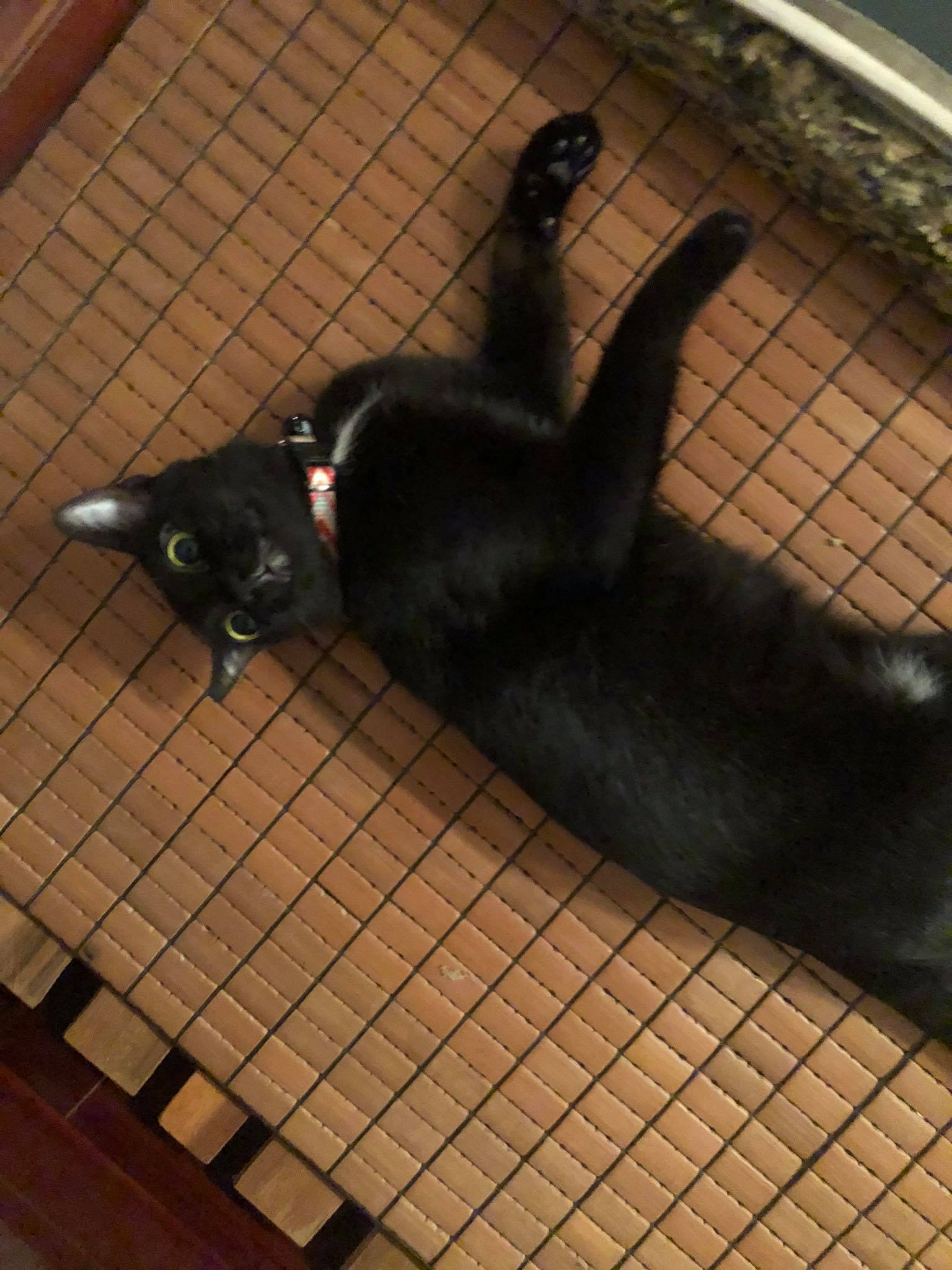
A 2-year-old Bombay cat

Những chú mèo Bombay vô cùng can đảm, gần gũi với con người; chúng thường gắn bó với gia chủ và ưa thích sự chú ý, do đó vô cùng thích hợp với trẻ em. Mèo Bombay phần lớn không có tính độc lập, tuy nhiên mèo trưởng thành tỏ ra tự lập hơn so với những con mèo kém tuổi. Chúng mong muốn nhận được sự quan tâm chú ý từ chủ và mọi người xung quanh, và không thích ở một mình trong thời gian dài. Mèo Bombay dù hay quấn quít bên mọi người, nhưng chúng có xu hướng ưu ái một người nhất định và dành cho người đó sự quan tâm đặc biệt trong suốt quãng đời của mình. Nhìn chung, Bombay là một giống mèo thông minh, nghịch ngợm và thích được quan tâm. Cơ thể có chút vạm vỡ của mèo Bombay dễ đánh lừa đôi mắt của chúng ta, bởi trọng lượng thật của chúng thường lớn hơn so với vẻ ngoài. Lông chúng không rụng nhiều như một số giống mèo khác và không yêu cầu chải chuốt nhiều. Chúng thường thân thiện với mèo khác vì chúng đã đặt tôn ti trật tự trong gia đình. Tiếng kêu rừ rừ của chúng vô cùng đặc trưng. Mèo Bombay rất thích giao tiếp, chúng kêu và meo nhiều hơn các giống mèo khác.